# Sergio Romero
Sergio Germán Romero (Bernardo de Irigoyen, 22 febbraio 1987) è un calciatore argentino, portiere del Boca Juniors. Con la nazionale argentina si è laureato vicecampione del mondo nel 2014.

## Biografia
Ha due fratelli cestisti, Fernando e Diego. È sposato dal 2008 con la soubrette argentina Eliana Guercio, dalla quale ha avuto una figlia il 15 febbraio 2010, chiamata Yazmin. Il 15 settembre 2012 al Sanatorio de la Trinidad di Buenos Aires nasce la seconda figlia Chloe.
È soprannominato El Chiquito (in italiano "il ragazzino"). È inoltre tifoso del Racing Club.

## Carriera

### Club

#### Esordi e AZ
Cresciuto nelle giovanili dell'Almirante Brown, della C.A.I. e del Racing Club, Romero debutta da professionista l'11 febbraio 2007 nella partita di Primera División Nueva Chicago-Racing 1-1, giocando tutta la gara da titolare; nella sua prima stagione da professionista, colleziona altre 3 presenze con il Racing.
Nell'estate 2007 viene acquistato dall'AZ Alkmaar per circa 1,45 milioni di euro; l'esordio con gli olandesi avviene il 30 settembre 2007 nella sfida Heracles Almelo-AZ 2-1. Nella sua prima stagione nei Paesi Bassi Romero colleziona solamente 12 presenze di Eredivisie e 2 di Coppa UEFA; acquistato come alternativa a Boy Waterman, diventa il titolare della squadra solo da fine febbraio. A fine anno l'AZ arriva all'11º posto, venendo eliminato al secondo turno della Coppa dei Paesi Bassi dal Cambuur (0-1) e nella fase a gironi in Coppa UEFA.
Nella stagione 2008-2009 vince, da titolare, l'Eredivisie: in campionato gioca 28 partite, tenendo imbattuta la porta in 19 occasioni e conservando l'imbattibilità per 957 minuti.
Nella stagione seguente conquista la Supercoppa dei Paesi Bassi, battendo in finale l'Heerenveen per 5-1 il 25 luglio 2009. In campionato Romero gioca 27 partite, mentre in Champions League gioca 6 partite: l'esordio nella massima competizione europea avviene il 16 settembre 2009, nella partita Olympiacos-AZ 1-0. A fine anno la sua squadra arriva quinta in Eredivisie, qualificandosi all'Europa League della stagione successiva.
Nell'annata 2010-2011 Romero è ancora tra i protagonisti dell'AZ, giocando 23 partite in Eredivisie. In totale, in quattro stagioni con la maglia dell'AZ, colleziona 90 presenze in campionato e 112 presenze in tutte le competizioni.

#### Sampdoria e prestito al Monaco

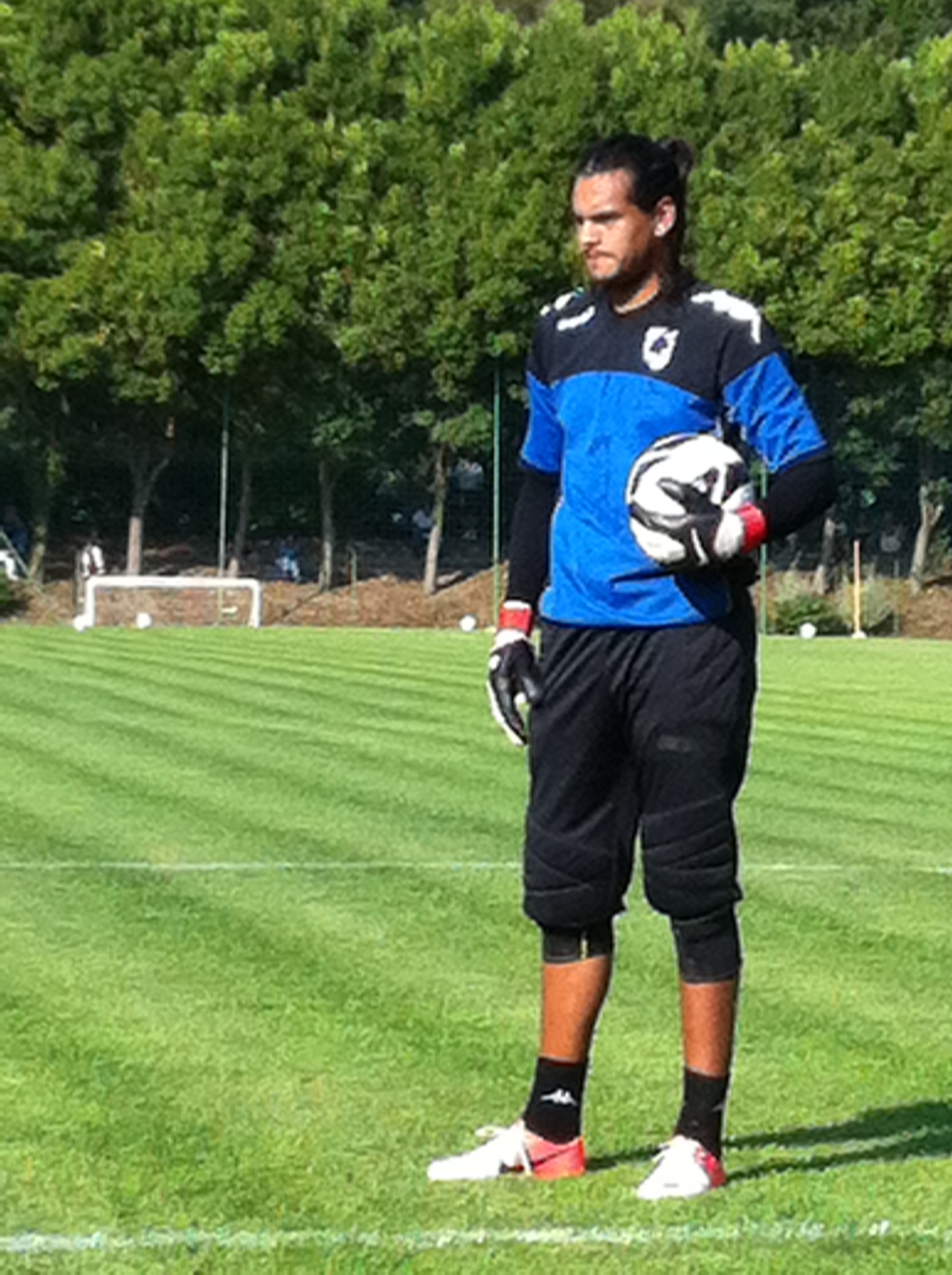
Romero in allenamento con la nel 2012

Il 22 agosto 2011 viene acquistato, per la cifra di 3,8 milioni di euro, dalla Sampdoria. Il 26 agosto, durante la 1ª giornata di Serie B, debutta in blucerchiato, giocando da titolare nella partita Sampdoria-Padova 2-2. Il 21 aprile 2012 para il suo primo rigore coi liguri, ad Alain Baclet, durante la partita Vicenza-Sampdoria 1-1. Conclude la sua prima stagione in blucerchiato collezionando 29 presenze in campionato e una presenza nei play-off per la promozione in Serie A, vinti proprio dalla Sampdoria.
Nella stagione seguente viene confermato come primo portiere della Sampdoria, con la quale il 26 agosto 2012 fa il suo esordio in Serie A nella partita Milan-Sampdoria 0-1. Il 10 febbraio 2013 para un altro rigore, questa volta a Pablo Osvaldo, al 69' della sfida Sampdoria-Roma 3-1. Conclude la sua seconda stagione in Italia, e la prima in Serie A, collezionando 32 presenze di campionato, mentre la squadra ligure arriva 14ª in classifica.
Il 17 agosto 2013 viene ceduto al Monaco con la formula del prestito con diritto di riscatto. L'esordio con il club monegasco avviene nel terzo turno di Coppa di Lega, dove la sua squadra viene eliminata dalla competizione dal Stade Reims (0-1). Il 12 aprile 2014 esordisce in Ligue 1, giocando da titolare nella vittoria per 1-0 contro il Rennes. Chiude la stagione con sole 9 presenze tra campionato e coppe, chiuso dal portiere titolare Danijel Subašić. Al termine dell'annata non viene riscattato dal Monaco e fa quindi ritorno alla Sampdoria.
Nell'estate del 2014, dopo un ottimo Mondiale, viene messo sul mercato dalla Sampdoria, che però non riesce a trovare nessun acquirente. Romero viene quindi reintegrato in gruppo come secondo portiere. Il 19 ottobre seguente gioca la sua prima partita stagionale, nel pareggio per 2-2 sul campo del Cagliari, subentrando a Emiliano Viviano al 21' di gioco. Il 2 novembre respinge un calcio di rigore a Gonzalo Rodríguez, nella vittoria per 3-1 contro la Fiorentina. Il 21 gennaio 2015 para un altro rigore, a Mauro Icardi, nella partita di Coppa Italia persa per 2-0 contro l'Inter. A fine stagione la Sampdoria decide di non rinnovare il suo contratto in scadenza, Romero rimane quindi svincolato.

#### Manchester United
Il 27 luglio 2015 firma per il Manchester Utd, ritrovando Louis van Gaal, suo allenatore ai tempi dell'AZ. Inizialmente viene scelto come portiere titolare, visti i dissidi tra il compagno di reparto David de Gea e la società. Tuttavia, in seguito al rinnovo dello spagnolo, Romero viene relegato al ruolo di riserva, che mantiene nelle stagioni successive. Nella prima stagione a Manchester vince la FA Cup. Nella stagione 2016-2017 conquista la Supercoppa inglese e la Coppa di Lega. Il 24 maggio 2017 gioca da titolare la finale di Europa League, battendo l'Ajax per 2-0 e vincendo il suo primo trofeo internazionale. Negli anni a seguire (tra il 2018 e il 2020) gioca prevalentemente nelle coppe nazionali e in Europa League.
Nel 2020-2021 retrocede nelle gerarchie diventando il terzo portiere dietro a de Gea e Dean Henderson, finendo di fatto ai margini della rosa e non disputando nessuna gara con i red devils nell'arco della stagione.
Il 4 giugno 2021 il club inglese annuncia la volontà di non rinnovare il contratto del portiere argentino.

#### Venezia
Dopo alcuni mesi da svincolato, il successivo 12 ottobre Romero torna nel campionato italiano firmando per il neopromosso Venezia. Esordisce subito con i lagunari sei giorni dopo, giocando da titolare la partita casalinga contro la Fiorentina, vinta per 1-0.
A fine stagione decide di non rinnovare il contratto e quindi si svincola

#### Boca Juniors
L'8 agosto 2022 fa ritorno in patria dopo quindici anni, firmando da svincolato con il Boca Juniors. Debutta ufficialmente il 30 gennaio 2023, in occasione del match vinto per una rete a zero contro l'Atletico Tucuman.
è decisivo nel cammino del Boca verso la finale di Coppa Libertadores 2023, facendo valere le proprie qualità da para rigori in ogni turno della fase ad eliminazione diretta della competizione.

### Nazionale

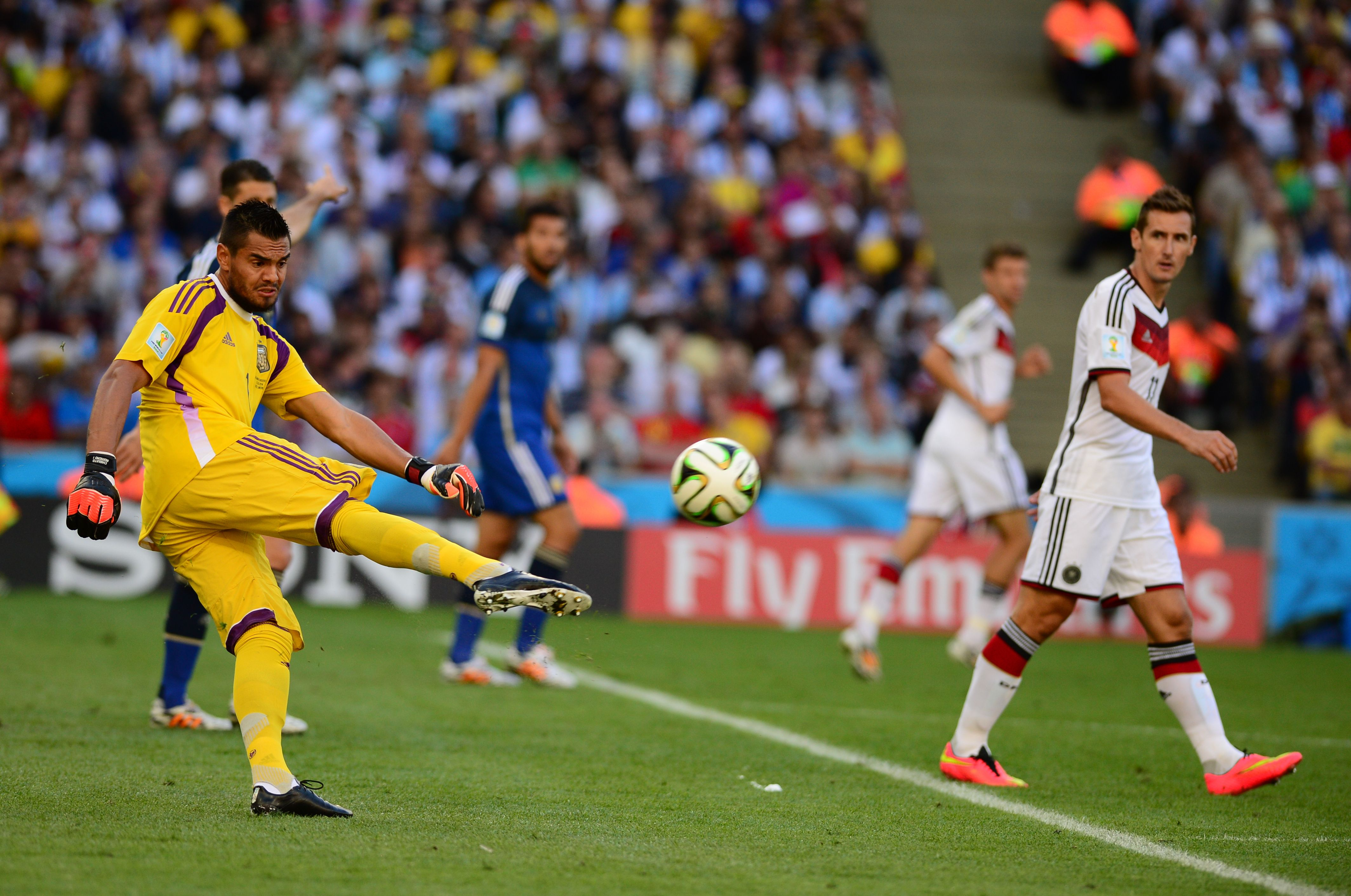
Romero (a sinistra) effettua un calcio di rinvio con la nazionale, sotto gli occhi del tedesco Klose, nella finale del

Nel 2007 gioca, da titolare, con la nazionale Under-20 il campionato sudamericano di categoria, dove gli argentini arrivano secondi, e il campionato mondiale, dove la Selección esce invece vittoriosa.
Nell'estate 2008 viene convocato dal CT Sergio Batista nella nazionale olimpica per disputare le Olimpiadi di Pechino, dove l'Argentina vince il titolo.
Nel novembre 2008 Romero ottiene la prima convocazione nella nazionale maggiore, ma l'esordio nella Selección avviene solo il 10 settembre 2009, nella partita contro il Paraguay. Dal 2009 Romero diventa il portiere titolare della nazionale argentina e con questa disputa il Mondiale 2010 e la Coppa America 2011.
Convocato per il Mondiale 2014, gioca da titolare, diventando il protagonista della semifinale giocata contro i Paesi Bassi (finita 0-0 dopo i tempi supplementari), nella quale para i calci di rigore di Ron Vlaar e Wesley Sneijder. permettendo così alla sua squadra di approdare alla finale, poi persa 1-0 contro la Germania. Nel 2015 supera Ubaldo Fillol e diventa il portiere argentino con più presenze in nazionale, perdendo a luglio la finale della Coppa America contro il Cile. Successivamente viene convocato anche per la Copa América Centenario negli Stati Uniti, manifestazione che la squadra argentina perde in finale contro il Cile.
Selezionato per il Mondiale 2018, è costretto a declinare la convocazione per un infortunio al ginocchio, venendo sostituito da Nahuel Guzmán.
Al termine dei Mondiali, dopo avere giocato altre due partite nell'ottobre 2018, viene accantonato dalla selezione argentina in favore di Franco Armani.

## Statistiche

### Presenze e reti nei club
Statistiche aggiornate al 20 dicembre 2024.
| Stagione              | Squadra               | Campionato            | Campionato | Campionato | Coppe nazionali | Coppe nazionali | Coppe nazionali | Coppe continentali | Coppe continentali | Coppe continentali | Altre coppe | Altre coppe | Altre coppe | Totale | Totale |
| Stagione              | Squadra               | Comp                  | Pres       | Reti       | Comp            | Pres            | Reti            | Comp               | Pres               | Reti               | Comp        | Pres        | Reti        | Pres   | Reti   |
| --------------------- | --------------------- | --------------------- | ---------- | ---------- | --------------- | --------------- | --------------- | ------------------ | ------------------ | ------------------ | ----------- | ----------- | ----------- | ------ | ------ |
| 2004-2005             | Racing Club           | PD                    | 0          | 0          | -               | -               | -               | -                  | -                  | -                  | -           | -           | -           | 0      | 0      |
| 2005-2006             | Racing Club           | PD                    | 0          | 0          | -               | -               | -               | -                  | -                  | -                  | -           | -           | -           | 0      | 0      |
| 2006-2007             | Racing Club           | PD                    | 4          | -7         | -               | -               | -               | -                  | -                  | -                  | -           | -           | -           | 4      | -7     |
| Totale Racing Club    | Totale Racing Club    | Totale Racing Club    | 4          | -7         |                 | -               | -               |                    | -                  | -                  |             | -           | -           | 4      | -7     |
| 2007-2008             | AZ Alkmaar            | ED                    | 12         | -14        | -               | -               | -               | CU                 | 1                  | 0                  | -           | -           | -           | 13     | -14    |
| 2008-2009             | AZ Alkmaar            | ED                    | 28         | -18        | CPB             | 3               | -2              | -                  | -                  | -                  | -           | -           | -           | 31     | -20    |
| 2009-2010             | AZ Alkmaar            | ED                    | 27         | -30        | CPB             | 2               | -1              | UCL                | 6                  | -8                 | SPB         | 1           | -1          | 36     | -40    |
| 2010-2011             | AZ Alkmaar            | ED                    | 23         | -25        | CPB             | 3               | -3              | UEL                | 5                  | -9                 | -           | -           | -           | 31     | -37    |
| Totale AZ Alkmaar     | Totale AZ Alkmaar     | Totale AZ Alkmaar     | 90         | -87        |                 | 8               | -6              |                    | 12                 | -17                |             | 1           | -1          | 111    | -111   |
| 2011-2012             | Sampdoria             | B                     | 29+1       | -26 + 0    | CI              | 0               | 0               | -                  | -                  | -                  | -           | -           | -           | 30     | -26    |
| 2012-2013             | Sampdoria             | A                     | 32         | -39        | CI              | 1               | -1              | -                  | -                  | -                  | -           | -           | -           | 33     | -40    |
| 2013-2014             | Monaco                | L1                    | 3          | -1         | CF+CdL          | 5+1             | -5+-1           | -                  | -                  | -                  | -           | -           | -           | 9      | -7     |
| 2014-2015             | Sampdoria             | A                     | 10         | -12        | CI              | 1               | -2              | -                  | -                  | -                  | -           | -           | -           | 11     | -14    |
| Totale Sampdoria      | Totale Sampdoria      | Totale Sampdoria      | 72         | 77         |                 | 2               | -3              |                    | -                  | -                  |             | -           | -           | 74     | -80    |
| 2015-2016             | Manchester Utd        | PL                    | 4          | -2         | FACup+CdL       | 1+1             | 0+0             | UCL+UEL            | 2+2                | -1+-3              | -           | -           | -           | 10     | -6     |
| 2016-2017             | Manchester Utd        | PL                    | 2          | 0          | FACup+CdL       | 3+1             | -1+-1           | UEL                | 12                 | -4                 | CS          | 0           | 0           | 18     | -6     |
| 2017-2018             | Manchester Utd        | PL                    | 1          | 0          | FACup+CdL       | 4+3             | 0+-2            | UCL                | 2                  | -2                 | SU          | 0           | 0           | 10     | -4     |
| 2018-2019             | Manchester Utd        | PL                    | 0          | 0          | FACup+CdL       | 4+1             | -3+-1           | UCL                | 1                  | -2                 | -           | -           | -           | 6      | -6     |
| 2019-2020             | Manchester Utd        | PL                    | 0          | 0          | FACup+CdL       | 5+3             | -1+-2           | UEL                | 9                  | -2                 | -           | -           | -           | 17     | -5     |
| 2020-2021             | Manchester Utd        | PL                    | 0          | 0          | FACup+CdL       | 0               | 0               | UCL+UEL            | 0                  | 0                  | -           | -           | -           | 0      | 0      |
| Totale Manchester Utd | Totale Manchester Utd | Totale Manchester Utd | 7          | -2         |                 | 26              | -11             |                    | 28                 | -14                |             | 0           | 0           | 61     | -27    |
| 2021-2022             | Venezia               | A                     | 16         | -33        | CI              | 0               | 0               | -                  | -                  | -                  | -           | -           | -           | 16     | -33    |
| ago.-dic. 2022        | Boca Juniors          | PD                    | 0          | 0          | CA              | 0               | 0               | -                  | -                  | -                  | -           | -           | -           | 0      | 0      |
| 2023                  | Boca Juniors          | PD                    | 23         | -20        | CA+CdL          | 4+9             | -7+-9           | CL                 | 13                 | -7                 | SA          | 0           | 0           | 49     | -43    |
| 2024                  | Boca Juniors          | PD                    | 16         | -15        | CA+CdL          | 1+13            | -1+-11          | CS                 | 9                  | -8                 | -           | -           | -           | 39     | -35    |
| 2025                  | Boca Juniors          | PD                    | 0          | 0          | CA              | 0               | 0               | CL                 | 0                  | 0                  | Cmc         | -           | -           | 0      | 0      |
| Totale Boca Juniors   | Totale Boca Juniors   | Totale Boca Juniors   | 39         | -35        |                 | 27              | -28             |                    | 22                 | -15                |             | 0           | 0           | 88     | -78    |
| Totale carriera       | Totale carriera       | Totale carriera       | 231        | -242       |                 | 70              | -54             |                    | 62                 | -46                |             | 1           | -1          | 363    | -343   |

### Cronologia presenze e reti in nazionale
| Cronologia completa delle presenze e delle reti in nazionale ― Argentina | Cronologia completa delle presenze e delle reti in nazionale ― Argentina | Cronologia completa delle presenze e delle reti in nazionale ― Argentina | Cronologia completa delle presenze e delle reti in nazionale ― Argentina | Cronologia completa delle presenze e delle reti in nazionale ― Argentina | Cronologia completa delle presenze e delle reti in nazionale ― Argentina | Cronologia completa delle presenze e delle reti in nazionale ― Argentina | Cronologia completa delle presenze e delle reti in nazionale ― Argentina |
| Data                                                                     | Città                                                                    | In casa                                                                  | Risultato                                                                | Ospiti                                                                   | Competizione                                                             | Reti                                                                     | Note                                                                     |
| ------------------------------------------------------------------------ | ------------------------------------------------------------------------ | ------------------------------------------------------------------------ | ------------------------------------------------------------------------ | ------------------------------------------------------------------------ | ------------------------------------------------------------------------ | ------------------------------------------------------------------------ | ------------------------------------------------------------------------ |
| 9-9-2009                                                                 | Asunción                                                                 | Paraguay                                                                 | 1 – 0                                                                    | Argentina                                                                | Qual. Mondiali 2010                                                      | -1                                                                       |                                                                          |
| 10-10-2009                                                               | Buenos Aires                                                             | Argentina                                                                | 2 – 1                                                                    | Perù                                                                     | Qual. Mondiali 2010                                                      | -1                                                                       |                                                                          |
| 14-10-2009                                                               | Montevideo                                                               | Uruguay                                                                  | 0 – 1                                                                    | Argentina                                                                | Qual. Mondiali 2010                                                      | -                                                                        | 74’                                                                      |
| 14-11-2009                                                               | Madrid                                                                   | Spagna                                                                   | 2 – 1                                                                    | Argentina                                                                | Amichevole                                                               | -2                                                                       |                                                                          |
| 3-3-2010                                                                 | Monaco di Baviera                                                        | Germania                                                                 | 0 – 1                                                                    | Argentina                                                                | Amichevole                                                               | -                                                                        |                                                                          |
| 24-5-2010                                                                | Buenos Aires                                                             | Argentina                                                                | 5 – 0                                                                    | Canada                                                                   | Amichevole                                                               | -                                                                        |                                                                          |
| 12-6-2010                                                                | Johannesburg                                                             | Argentina                                                                | 1 – 0                                                                    | Nigeria                                                                  | Mondiali 2010 - 1º turno                                                 | -                                                                        |                                                                          |
| 17-6-2010                                                                | Johannesburg                                                             | Argentina                                                                | 4 – 1                                                                    | Corea del Sud                                                            | Mondiali 2010 - 1º turno                                                 | -1                                                                       |                                                                          |
| 22-6-2010                                                                | Polokwane                                                                | Grecia                                                                   | 0 – 2                                                                    | Argentina                                                                | Mondiali 2010 - 1º turno                                                 | -                                                                        |                                                                          |
| 27-6-2010                                                                | Johannesburg                                                             | Argentina                                                                | 3 – 1                                                                    | Messico                                                                  | Mondiali 2010 - Ottavi di finale                                         | -1                                                                       |                                                                          |
| 3-7-2010                                                                 | Città del Capo                                                           | Argentina                                                                | 0 – 4                                                                    | Germania                                                                 | Mondiali 2010 - Quarti di finale                                         | -4                                                                       |                                                                          |
| 11-8-2010                                                                | Dublino                                                                  | Irlanda                                                                  | 0 – 1                                                                    | Argentina                                                                | Amichevole                                                               | -                                                                        |                                                                          |
| 7-9-2010                                                                 | Buenos Aires                                                             | Argentina                                                                | 4 – 1                                                                    | Spagna                                                                   | Amichevole                                                               | -1                                                                       |                                                                          |
| 8-10-2010                                                                | Tokyo                                                                    | Giappone                                                                 | 1 – 0                                                                    | Argentina                                                                | Amichevole                                                               | -1                                                                       |                                                                          |
| 17-11-2010                                                               | Doha                                                                     | Argentina                                                                | 1 – 0                                                                    | Brasile                                                                  | Amichevole                                                               | -                                                                        |                                                                          |
| 9-2-2011                                                                 | Ginevra                                                                  | Argentina                                                                | 2 – 1                                                                    | Portogallo                                                               | Amichevole                                                               | -1                                                                       |                                                                          |
| 20-6-2011                                                                | Buenos Aires                                                             | Argentina                                                                | 4 – 0                                                                    | Albania                                                                  | Amichevole                                                               | -                                                                        |                                                                          |
| 2-7-2011                                                                 | La Plata                                                                 | Argentina                                                                | 1 – 1                                                                    | Bolivia                                                                  | Coppa America 2011 - 1º turno                                            | -1                                                                       |                                                                          |
| 6-7-2011                                                                 | Santa Fe                                                                 | Argentina                                                                | 0 – 0                                                                    | Colombia                                                                 | Coppa America 2011 - 1º turno                                            | -                                                                        |                                                                          |
| 11-7-2011                                                                | Córdoba                                                                  | Argentina                                                                | 3 – 0                                                                    | Costa Rica                                                               | Coppa America 2011 - 1º turno                                            | -                                                                        |                                                                          |
| 16-7-2011                                                                | Santa Fe                                                                 | Argentina                                                                | 1 – 1 dts (4 – 5 dtr)                                                    | Uruguay                                                                  | Coppa America 2011 - Quarti di finale                                    | -1                                                                       |                                                                          |
| 2-9-2011                                                                 | Calcutta                                                                 | Argentina                                                                | 1 – 0                                                                    | Venezuela                                                                | Amichevole                                                               | -                                                                        |                                                                          |
| 6-9-2011                                                                 | Dacca                                                                    | Argentina                                                                | 3 – 1                                                                    | Nigeria                                                                  | Amichevole                                                               | -1                                                                       |                                                                          |
| 11-11-2011                                                               | Buenos Aires                                                             | Argentina                                                                | 1 – 1                                                                    | Bolivia                                                                  | Qual. Mondiali 2014                                                      | -1                                                                       |                                                                          |
| 15-11-2011                                                               | Barranquilla                                                             | Colombia                                                                 | 1 – 2                                                                    | Argentina                                                                | Qual. Mondiali 2014                                                      | -1                                                                       |                                                                          |
| 29-2-2012                                                                | Berna                                                                    | Svizzera                                                                 | 1 – 3                                                                    | Argentina                                                                | Amichevole                                                               | -1                                                                       |                                                                          |
| 2-6-2012                                                                 | Buenos Aires                                                             | Argentina                                                                | 4 – 0                                                                    | Ecuador                                                                  | Qual. Mondiali 2014                                                      | -                                                                        |                                                                          |
| 9-6-2012                                                                 | East Rutherford                                                          | Argentina                                                                | 4 – 3                                                                    | Brasile                                                                  | Amichevole                                                               | -3                                                                       |                                                                          |
| 15-8-2012                                                                | Francoforte                                                              | Germania                                                                 | 1 – 3                                                                    | Argentina                                                                | Amichevole                                                               | -1                                                                       |                                                                          |
| 7-9-2012                                                                 | Córdoba                                                                  | Argentina                                                                | 3 – 1                                                                    | Paraguay                                                                 | Qual. Mondiali 2014                                                      | -1                                                                       |                                                                          |
| 11-9-2012                                                                | Lima                                                                     | Perù                                                                     | 1 – 1                                                                    | Argentina                                                                | Qual. Mondiali 2014                                                      | -1                                                                       |                                                                          |
| 12-10-2012                                                               | Mendoza                                                                  | Argentina                                                                | 3 – 0                                                                    | Uruguay                                                                  | Qual. Mondiali 2014                                                      | -                                                                        |                                                                          |
| 16-10-2012                                                               | Santiago del Cile                                                        | Cile                                                                     | 1 – 2                                                                    | Argentina                                                                | Qual. Mondiali 2014                                                      | -1                                                                       |                                                                          |
| 14-11-2012                                                               | Riyad                                                                    | Arabia Saudita                                                           | 0 – 0                                                                    | Argentina                                                                | Amichevole                                                               | -                                                                        |                                                                          |
| 6-2-2013                                                                 | Solna                                                                    | Svezia                                                                   | 2 – 3                                                                    | Argentina                                                                | Amichevole                                                               | -2                                                                       |                                                                          |
| 22-3-2013                                                                | Buenos Aires                                                             | Argentina                                                                | 3 – 0                                                                    | Venezuela                                                                | Qual. Mondiali 2014                                                      | -                                                                        |                                                                          |
| 26-3-2013                                                                | La Paz                                                                   | Bolivia                                                                  | 1 – 1                                                                    | Argentina                                                                | Qual. Mondiali 2014                                                      | -1                                                                       |                                                                          |
| 7-6-2013                                                                 | Buenos Aires                                                             | Argentina                                                                | 0 – 0                                                                    | Colombia                                                                 | Qual. Mondiali 2014                                                      | -                                                                        |                                                                          |
| 11-6-2013                                                                | Quito                                                                    | Ecuador                                                                  | 1 – 1                                                                    | Argentina                                                                | Qual. Mondiali 2014                                                      | -1                                                                       |                                                                          |
| 10-9-2013                                                                | Asunción                                                                 | Paraguay                                                                 | 2 – 5                                                                    | Argentina                                                                | Qual. Mondiali 2014                                                      | -2                                                                       |                                                                          |
| 11-10-2013                                                               | Buenos Aires                                                             | Argentina                                                                | 3 – 1                                                                    | Perù                                                                     | Qual. Mondiali 2014                                                      | -1                                                                       |                                                                          |
| 15-10-2013                                                               | Montevideo                                                               | Uruguay                                                                  | 3 – 2                                                                    | Argentina                                                                | Qual. Mondiali 2014                                                      | -3                                                                       |                                                                          |
| 15-11-2013                                                               | East Rutherford                                                          | Ecuador                                                                  | 0 – 0                                                                    | Argentina                                                                | Amichevole                                                               | -                                                                        |                                                                          |
| 18-11-2013                                                               | Saint Louis                                                              | Argentina                                                                | 2 – 0                                                                    | Bosnia ed Erzegovina                                                     | Amichevole                                                               | -                                                                        |                                                                          |
| 5-3-2014                                                                 | Bucarest                                                                 | Romania                                                                  | 0 – 0                                                                    | Argentina                                                                | Amichevole                                                               | -                                                                        |                                                                          |
| 4-6-2014                                                                 | Buenos Aires                                                             | Argentina                                                                | 3 – 0                                                                    | Trinidad e Tobago                                                        | Amichevole                                                               | -                                                                        |                                                                          |
| 7-6-2014                                                                 | La Plata                                                                 | Argentina                                                                | 2 – 0                                                                    | Slovenia                                                                 | Amichevole                                                               | -                                                                        |                                                                          |
| 15-6-2014                                                                | Rio de Janeiro                                                           | Argentina                                                                | 2 – 1                                                                    | Bosnia ed Erzegovina                                                     | Mondiali 2014 - 1º turno                                                 | -1                                                                       |                                                                          |
| 21-6-2014                                                                | Belo Horizonte                                                           | Argentina                                                                | 1 – 0                                                                    | Iran                                                                     | Mondiali 2014 - 1º turno                                                 | -                                                                        |                                                                          |
| 25-6-2014                                                                | Porto Alegre                                                             | Nigeria                                                                  | 2 – 3                                                                    | Argentina                                                                | Mondiali 2014 - 1º turno                                                 | -2                                                                       |                                                                          |
| 1-7-2014                                                                 | San Paolo                                                                | Argentina                                                                | 1 – 0 dts                                                                | Svizzera                                                                 | Mondiali 2014 - Ottavi di finale                                         | -                                                                        |                                                                          |
| 5-7-2014                                                                 | Brasilia                                                                 | Argentina                                                                | 1 – 0                                                                    | Belgio                                                                   | Mondiali 2014 - Quarti di finale                                         | -                                                                        |                                                                          |
| 9-7-2014                                                                 | San Paolo                                                                | Paesi Bassi                                                              | 0 – 0 dts (2 – 4 dtr)                                                    | Argentina                                                                | Mondiali 2014 - Semifinale                                               | -                                                                        |                                                                          |
| 13-7-2014                                                                | Rio de Janeiro                                                           | Germania                                                                 | 1 – 0 dts                                                                | Argentina                                                                | Mondiali 2014 - Finale                                                   | -1                                                                       |                                                                          |
| 3-9-2014                                                                 | Düsseldorf                                                               | Germania                                                                 | 2 – 4                                                                    | Argentina                                                                | Amichevole                                                               | -2                                                                       | 80’                                                                      |
| 11-10-2014                                                               | Pechino                                                                  | Brasile                                                                  | 2 – 0                                                                    | Argentina                                                                | Amichevole                                                               | -2                                                                       |                                                                          |
| 12-11-2014                                                               | Londra                                                                   | Argentina                                                                | 2 – 1                                                                    | Croazia                                                                  | Amichevole                                                               | -1                                                                       |                                                                          |
| 31-3-2015                                                                | East Rutherford                                                          | Argentina                                                                | 2 – 1                                                                    | Ecuador                                                                  | Amichevole                                                               | -1                                                                       |                                                                          |
| 6-6-2015                                                                 | San Juan                                                                 | Argentina                                                                | 5 – 0                                                                    | Bolivia                                                                  | Amichevole                                                               | -                                                                        | 46’                                                                      |
| 13-6-2015                                                                | La Serena                                                                | Argentina                                                                | 2 – 2                                                                    | Paraguay                                                                 | Coppa America 2015 - 1º turno                                            | -2                                                                       |                                                                          |
| 16-6-2015                                                                | La Serena                                                                | Argentina                                                                | 1 – 0                                                                    | Uruguay                                                                  | Coppa America 2015 - 1º turno                                            | -                                                                        | 84’                                                                      |
| 20-6-2015                                                                | Viña del Mar                                                             | Argentina                                                                | 1 – 0                                                                    | Giamaica                                                                 | Coppa America 2015 - 1º turno                                            | -                                                                        |                                                                          |
| 26-6-2015                                                                | Viña del Mar                                                             | Argentina                                                                | 0 – 0 (5 – 4 dtr)                                                        | Colombia                                                                 | Coppa America 2015 - Quarti di finale                                    | -                                                                        |                                                                          |
| 30-6-2015                                                                | Concepción                                                               | Argentina                                                                | 6 – 1                                                                    | Paraguay                                                                 | Coppa America 2015 - Semifinale                                          | -1                                                                       |                                                                          |
| 4-7-2015                                                                 | Santiago del Cile                                                        | Cile                                                                     | 0 – 0 dts (4 – 1 dtr)                                                    | Argentina                                                                | Coppa America 2015 - Finale                                              | -                                                                        |                                                                          |
| 4-9-2015                                                                 | Houston                                                                  | Argentina                                                                | 7 – 0                                                                    | Bolivia                                                                  | Amichevole                                                               | -                                                                        | Cap.                                                                     |
| 9-10-2015                                                                | Buenos Aires                                                             | Argentina                                                                | 0 – 2                                                                    | Ecuador                                                                  | Qual. Mondiali 2018                                                      | -2                                                                       |                                                                          |
| 13-10-2015                                                               | Asunción                                                                 | Paraguay                                                                 | 0 – 0                                                                    | Argentina                                                                | Qual. Mondiali 2018                                                      | -                                                                        |                                                                          |
| 13-11-2015                                                               | Buenos Aires                                                             | Argentina                                                                | 1 – 1                                                                    | Brasile                                                                  | Qual. Mondiali 2018                                                      | -1                                                                       |                                                                          |
| 17-11-2015                                                               | Barranquilla                                                             | Colombia                                                                 | 0 – 1                                                                    | Argentina                                                                | Qual. Mondiali 2018                                                      | -                                                                        |                                                                          |
| 24-3-2016                                                                | Santiago del Cile                                                        | Cile                                                                     | 1 – 2                                                                    | Argentina                                                                | Qual. Mondiali 2018                                                      | -1                                                                       | 84’                                                                      |
| 29-3-2016                                                                | Córdoba                                                                  | Argentina                                                                | 2 – 0                                                                    | Bolivia                                                                  | Qual. Mondiali 2018                                                      | -                                                                        |                                                                          |
| 27-5-2016                                                                | San Juan                                                                 | Argentina                                                                | 1 – 0                                                                    | Honduras                                                                 | Amichevole                                                               | -                                                                        |                                                                          |
| 6-6-2016                                                                 | Santa Clara                                                              | Argentina                                                                | 2 – 1                                                                    | Cile                                                                     | Coppa America Centenario - 1º turno                                      | -1                                                                       |                                                                          |
| 10-6-2016                                                                | Chicago                                                                  | Argentina                                                                | 5 – 0                                                                    | Panama                                                                   | Coppa America Centenario - 1º turno                                      | -                                                                        |                                                                          |
| 14-6-2016                                                                | Seattle                                                                  | Argentina                                                                | 3 – 0                                                                    | Bolivia                                                                  | Coppa America Centenario - 1º turno                                      | -                                                                        |                                                                          |
| 18-6-2016                                                                | Foxborough                                                               | Argentina                                                                | 4 – 1                                                                    | Venezuela                                                                | Coppa America Centenario - Quarti di finale                              | -1                                                                       |                                                                          |
| 21-6-2016                                                                | Houston                                                                  | Stati Uniti                                                              | 0 – 4                                                                    | Argentina                                                                | Coppa America Centenario - Semifinale                                    | -                                                                        |                                                                          |
| 27-6-2016                                                                | East Rutherford                                                          | Argentina                                                                | 0 – 0 dts (2 – 4 dtr)                                                    | Cile                                                                     | Coppa America Centenario - Finale                                        | -                                                                        |                                                                          |
| 1-9-2016                                                                 | Mendoza                                                                  | Argentina                                                                | 1 – 0                                                                    | Uruguay                                                                  | Qual. Mondiali 2018                                                      | -                                                                        |                                                                          |
| 7-9-2016                                                                 | Mérida                                                                   | Venezuela                                                                | 2 – 2                                                                    | Argentina                                                                | Qual. Mondiali 2018                                                      | -2                                                                       |                                                                          |
| 7-10-2016                                                                | Lima                                                                     | Perù                                                                     | 2 – 2                                                                    | Argentina                                                                | Qual. Mondiali 2018                                                      | -2                                                                       |                                                                          |
| 11-10-2016                                                               | Córdoba                                                                  | Argentina                                                                | 0 – 1                                                                    | Paraguay                                                                 | Qual. Mondiali 2018                                                      | -1                                                                       |                                                                          |
| 10-11-2016                                                               | Belo Horizonte                                                           | Brasile                                                                  | 3 – 0                                                                    | Argentina                                                                | Qual. Mondiali 2018                                                      | -3                                                                       |                                                                          |
| 15-11-2016                                                               | San Juan                                                                 | Argentina                                                                | 3 – 0                                                                    | Colombia                                                                 | Qual. Mondiali 2018                                                      | -                                                                        |                                                                          |
| 23-3-2017                                                                | Buenos Aires                                                             | Argentina                                                                | 1 – 0                                                                    | Cile                                                                     | Qual. Mondiali 2018                                                      | -                                                                        |                                                                          |
| 28-3-2017                                                                | La Paz                                                                   | Bolivia                                                                  | 2 – 0                                                                    | Argentina                                                                | Qual. Mondiali 2018                                                      | -2                                                                       |                                                                          |
| 9-6-2017                                                                 | Melbourne                                                                | Brasile                                                                  | 0 – 1                                                                    | Argentina                                                                | Amichevole                                                               | -                                                                        |                                                                          |
| 31-8-2017                                                                | Montevideo                                                               | Uruguay                                                                  | 0 – 0                                                                    | Argentina                                                                | Qual. Mondiali 2018                                                      | -                                                                        |                                                                          |
| 5-9-2017                                                                 | Buenos Aires                                                             | Argentina                                                                | 1 – 1                                                                    | Venezuela                                                                | Qual. Mondiali 2018                                                      | -1                                                                       |                                                                          |
| 5-10-2017                                                                | Buenos Aires                                                             | Argentina                                                                | 0 – 0                                                                    | Perù                                                                     | Qual. Mondiali 2018                                                      | -                                                                        |                                                                          |
| 10-10-2017                                                               | Quito                                                                    | Ecuador                                                                  | 1 – 3                                                                    | Argentina                                                                | Qual. Mondiali 2018                                                      | -1                                                                       |                                                                          |
| 11-11-2017                                                               | Mosca                                                                    | Russia                                                                   | 0 – 1                                                                    | Argentina                                                                | Amichevole                                                               | -                                                                        |                                                                          |
| 27-3-2018                                                                | Madrid                                                                   | Spagna                                                                   | 6 – 1                                                                    | Argentina                                                                | Amichevole                                                               | -1                                                                       | 22’                                                                      |
| 11-10-2018                                                               | Riad                                                                     | Iraq                                                                     | 0 – 4                                                                    | Argentina                                                                | Amichevole                                                               | -                                                                        | Cap.                                                                     |
| 16-10-2018                                                               | Gedda                                                                    | Brasile                                                                  | 1 – 0                                                                    | Argentina                                                                | Amichevole                                                               | -1                                                                       | Cap.                                                                     |
| Totale                                                                   |                                                                          | Presenze (10º posto)                                                     | 96                                                                       |                                                                          | Reti                                                                     | -69                                                                      |                                                                          |

## Palmarès

### Club

#### Competizioni nazionali
- Campionato olandese: 1

AZ Alkmaar: 2008-2009
- Supercoppa dei Paesi Bassi: 1

AZ Alkmaar: 2009
- Coppa d'Inghilterra: 1

Manchester United: 2015-2016
- Community Shield: 1

Manchester United: 2016
- Coppa di Lega inglese: 1

Manchester United: 2016-2017
- Supercopa Argentina: 1

Boca Juniors: 2022

#### Competizioni internazionali
- UEFA Europa League: 1

Manchester United: 2016-2017

### Nazionale
- Campionato mondiale Under-20: 1

2007
- Oro olimpico: 1

2008

### Individuale
- Squadra della stagione della UEFA Europa League: 1

2016-2017